# Meioneta natalensis
Meioneta natalensis là một loài nhện trong họ Linyphiidae.
Loài này thuộc chi Meioneta. Meioneta natalensis được Rudy Jocqué miêu tả năm 1984.